# Joe Regalbuto

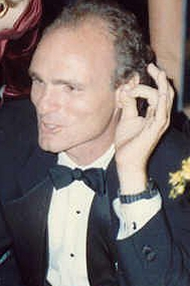
Joe Regalbuto (1989)

Joseph „Joe“ Regalbuto (* 24. August 1949 in New York City, New York) ist ein US-amerikanischer Schauspieler und Regisseur.

## Leben
Regalbuto wurde in Brooklyn geboren und wuchs in der Bronx und New Jersey auf, wo er bis 1967 die High School in New Milford besuchte. Während einer Schulaufführung von Brigadoon entdeckte er sein Interesse für die Schauspielerei.
Nach seiner Schulzeit studierte er Schauspiel an der American Academy of Dramatic Arts (AADA, Klasse von 1970) und besuchte die New York University (NYU) School of the Arts, die er mit einem Master in Fine Arts (MFA) abschloss; während seiner Zeit an der Universität leistete er zwei Jahre lang Wehrersatzdienst am NYU Medical Center während des Vietnamkriegs.
Regalbuto ist seit dem 19. August 1972 mit seiner Frau Rosemary verheiratet; das Paar hat drei Kinder.

## Karriere
Regalbuto begann seine Karriere in Regionaltheater-Aufführungen und auf den Bühnen New Yorks.
1977 spielte er eine kleine Nebenrolle in Herbert Ross’ Filmkomödie Der Untermieter und, neben Martin Short, eine der Hauptrollen in der Sitcom The Associates, die jedoch nach 13 Episoden eingestellt wurde; es folgten Gastrollen in Fernsehserien wie Lou Grant und Mork vom Ork.
1982 hatte er an der Seite von Jack Lemmon und Sissy Spacek eine Nebenrolle im Oscar-prämierten Filmdrama Vermißt von Costa-Gavras.
1985 spielte er neben Rex Smith eine der beiden Hauptrollen in der Fernsehserie Street Hawk, durch die er auch im deutschsprachigen Raum bekannt wurde; auch diese Serie wurde nach 13 Episoden eingestellt. Zwischen 1988 und 1998 spielte er in 122 Folgen die Figur des Frank Fontana in der Sitcom Murphy Brown, für die er 1989 für den Emmy nominiert wurde; seine Rolle ließ er 2018 in einer elften Staffel der Fernsehserie wiederaufleben. Seinen Charakter Frank Fontana verkörperte er auch in zwei weiteren Serien: Zwei in der Tinte (1996) und Family Guy (1999).
In den 1970er Jahren war er in verschiedenen Theaterproduktionen zu sehen: so spielte er 1975 in Knights of the White Magnolia am Seattle Repertory Theatre, gehörte 1978 dem Ensemble des Tyrone Guthrie Theatre in Minneapolis an und spielte am Broadway 1980 den Roger in Division Street am Ambassador Theatre. 2002 verkörperte er Felix in Neil Simons Bühnenstück Oscar and Felix: A New Look at The Odd Couple am Geffen Playhouse in Westwood und 2009 Leo in Garry Marshalls Everybody Say ‘Cheese!’ am Falcon Theatre in Burbank.
Ab Ende der 1980er Jahre war Regalbuto auch als Fernsehregisseur tätig; neben 20 Folgen von Murphy Brown drehte er auch einzelne Folgen von Titus, Friends und Die Zauberer vom Waverly Place. Zudem war er in zahlreichen Fernsehwerbespots zu sehen, beispielsweise 1995 für den US-amerikanischen Satellitenbetreiber DirecTV.
Im deutschsprachigen Raum wurde er unter anderem von Detlef Bierstedt, Wolfgang Condrus, Berno von Cramm, Mathias Einert, Ulrich Frank, Stefan Fredrich, Helmut Gauß, Reinhard Glemnitz, Peter Heinrich, Klaus Jepsen, Rüdiger Joswig, Ulli Kinalzik, Klaus-Dieter Klebsch, Randolf Kronberg, Reinhard W. Kuhnert, Lutz Mackensy, Holger Mahlich, Uwe Paulsen, Joachim Pukaß, Leon Rainer, Frank-Otto Schenk, Norbert Schwarz, Joachim Tennstedt, Andreas von der Meden, Claus Wilcke, Bodo Wolf, Santiago Ziesmer und Wolfgang Ziffer synchronisiert.

## Filmografie (Auswahl)

### Schauspieler
| - 1977: Der Untermieter (The Goodbye Girl) - 1980: Lou Grant - 1982: Mork vom Ork (Mork & Mindy) - 1982: Vermißt (Missing) - 1983: Ein Richter sieht rot (The Star Chamber) - 1984: Lassiter - 1984: Exit Ausgang ins Nichts (Invitation to Hell) - 1985: Unter der Sonne Kaliforniens (Knots Landing) - 1985: Magnum - 1985: Street Hawk - 1986: Harrys wundersames Strafgericht (Night Court) - 1986: Wer ist hier der Boss? (Who’s the Boss?) - 1986: Der City Hai (Raw Deal) - 1986: Love Boat (The Love Boat) | - 1987: Der Sizilianer (The Sicilian) - 1987: Cagney & Lacey - 1987: Highwayman - 1988: Der Todesengel (Fatal Judgement) - 1988: Golden Girls (The Golden Girls) - 1988–1998: Murphy Brown - 1990: Killer Kid (Deadly Weapon) - 1990: Matlock - 2002: Ally McBeal - 2005: JAG – Im Auftrag der Ehre (JAG) - 2008: Criminal Minds - 2008: Ghost Whisperer – Stimmen aus dem Jenseits (Ghost Whisperer) - 2008: Bottle Shock - 2009: Navy CIS (NCIS) |

### Regisseur
- 1988: Throb
- 1993–1998: Murphy Brown
- 1998–1999: Jesse
- 1999: Friends
- 1999–2000: Veronica (Veronica’s Closet)
- 2001–2002: Titus
- 2003–2007: George-Lopez-Show
- 2005–2006: Out of Practice – Doktor, Single sucht … (Out of Practice)
- 2007: Die Zauberer vom Waverly Place (Wizards of Waverly Place)

## Auszeichnungen
- 1989: Emmy-Nominierung für Murphy Brown
- 1995: Screen-Actors-Guild-Award-Nominierung für Murphy Brown
- 2008: TV-Land-Award-Nominierung für Murphy Brown